# Переславичи (Волынская область)
Пересла́вичи (укр. Переславичі) — село в Павловской сельской общине Владимирского района Волынской области Украины.
До 2020 года входило в Иваничевский район.
Код КОАТУУ — 0721184201. Население по переписи 2001 года составляет 646 человек. Почтовый индекс — 45344. Телефонный код — 3372. Занимает площадь 10,3 км².